# Potamotrygon marinae
Potamotrygon marinae är en rockeart som beskrevs av Deynat 2006. Potamotrygon marinae ingår i släktet Potamotrygon och familjen Potamotrygonidae. IUCN kategoriserar arten globalt som otillräckligt studerad. Inga underarter finns listade i Catalogue of Life.